# László Kovács (fotografo)
László Kovács (IPA: [ˈlaːsloː ˈkovaːt͡ʃ]) (Cece, 14 maggio 1933 – Beverly Hills, 22 luglio 2007) è stato un fotografo e direttore della fotografia ungherese naturalizzato statunitense.
È noto soprattutto per il suo lavoro in capolavori della New Hollywood come Easy Rider e Cinque pezzi facili. Nella sua carriera ha ricevuto diversi premi, di cui tre alla carriera.

## Biografia
Nato a Cece, in Ungheria, Kovács studiò cinema alla Accademia Statale di Drammaturgia e Cinema di Budapest, cominciando gli studi nel 1952.
Kovács concluse il corso nel 1956, anno della Rivoluzione Ungherese. Durante gli scontri, Kovács girava per la città con l'amico e compagno di corso Vilmos Zsigmond, filmando gli avvenimenti grazie ad una cinepresa Arriflex con pellicola da 35 mm, di proprietà della scuola.
Nel novembre 1956 Kovács e Zsigmond riuscirono a far arrivare in Austria oltre 10.000 metri di pellicola. Dopo averla sviluppata, cercarono di venderla negli Stati Uniti, nazione in cui giunsero nel 1957. Tuttavia, ad un anno dagli eventi il materiale girato non era più ritenuto interessante, e la coppia riuscì a pubblicarlo solo nel 1961, quando fu trasmesso dalla CBS in un documentario di Walter Cronkite.
Kovács si stabilì negli USA, divenendo cittadino statunitense nel 1963: in quegli anni fece diversi lavori, tra cui il produttore di sciroppo e lo stampatore di microfilm. Intanto, insieme a Zsigmond, produsse alcuni film a basso costo.
Queste pellicole lo fecero notare da alcuni produttori, che lo reclutarono per la produzione di film di serie B, principalmente legati al mondo dei motociclisti (come Hells Angels on Wheels). Nel 1969 venne chiamato da Dennis Hopper a lavorare in Easy Rider - Libertà e paura, che Kovács inizialmente scambiò per un altro B-movie motociclistico.
Hopper convinse Kovács e lo assunse come direttore della fotografia: grazie al film, Kovács venne insignito del secondo posto nell'edizione dei Laurel Awards del 1970, e fu di nuovo assunto da Hopper per altre pellicole, come Fuga da Hollywood. Sempre nel 1970, si classificò terzo per Cinque pezzi facili.
Kovács lavorò ad oltre 70 film, di cui sei diretti da Peter Bogdanovich.
Tra i più celebri, vi sono New York, New York, Ghostbusters, Non per soldi... ma per amore, Il matrimonio del mio migliore amico. Collaborò anche a Incontri ravvicinati del terzo tipo e L'ultimo valzer.
Nel 2006 partecipò a Torn from the Flag, un documentario sulla rivoluzione ungherese comprendente filmati realizzati da Kovács al tempo degli scontri.
Kovács ricevette premi alla carriera da Camerimage (1998), WorldFest (1999), e dalla American Society of Cinematographers (2002). Vinse un premio "Eccellenza nella cinematografia" nel 1999 conferito dalla Hawaii International Film Festival, seguito nel 2001 da un premio dell'Hollywood Film Festival.
Morì a 74 anni, nel 2007, a Beverly Hills, California, vittima di una malattia sconosciuta.
A partire dal 2008 i premi studenteschi della American Society of Cinematographers sono intitolati a László Kovács.

## Filmografia
- Kiss Me Quick!, regia di Peter Perry Jr. (1964)
- The Notorious Daughter of Fanny Hill, regia di Peter Perry Jr. (1966) - con lo pseudonimo Art Radford
- A Smell of Honey, a Swallow of Brine, regia di Byron Mabe (1966) - con lo pseudonimo Art Radford
- Mondo Mod, regia di Peter Perry Jr. (1967)
- Angeli dell'inferno sulle ruote (Hells Angels on Wheels), regia di Richard Rush (1967)
- La mantide (Lila), regia di William Rotsler (1968)
- Psych-Out - Il velo sul ventre (Psych-Out), regia di Richard Rush (1968)
- Un agente chiamato Daggher (A Man Called Dagger), regia di Richard Rush (1968)
- Violence Story (The Savage Seven), regia di Richard Rush (1968)
- Bersagli (Targets), regia di Peter Bogdanovich (1968)
- Single Room Furnished, regia di Matt Cimber (1968)
- A Day with the Boys, regia di Clu Gulager (1969) - cortometraggio
- Los Angeles: Where It's At, regia di Jerome Jacobs e Gary Schlosser (1969) (TV)
- Easy Rider - Libertà e paura (Easy Rider), regia di Dennis Hopper (1969)
- Blood of Dracula's Castle, regia di Al Adamson (1969)
- Quel freddo giorno nel parco (That Cold Day in the Park), regia di Robert Altman (1969)
- Making of the President 1968, regia di Mel Stuart, Robert Abel e Fritz Roland (1969) (TV)
- Smashing il racket del crimine (Hell's Bloody Devils), regia di Al Adamson (1970)
- The Rebel Rousers, regia di Martin B. Cohen (1970)
- L'impossibilità di essere normale (Getting Straight), regia di Richard Rush (1970)
- Cinque pezzi facili (Five Easy Pieces), regia di Bob Rafelson (1970)
- Il mondo di Alex (Alex in Wonderland), regia di Paul Mazursky (1970)
- Il divorzio è fatto per amare (The Marriage of a Young Stockbroker), regia di Lawrence Turman (1971)
- Fuga da Hollywood (The Last Movie), regia di Dennis Hopper (1971)
- Diretto da John Ford (Directed by John Ford), regia di Peter Bogdanovich (1971) - documentario
- Per una manciata di soldi (Pocket Money), regia di Stuart Rosenberg (1972)
- Ma papà ti manda sola? (What's Up, Doc?), regia di Peter Bogdanovich (1972)
- Il re dei giardini di Marvin (The King of Marvin Gardens), regia di Bob Rafelson (1972)
- Una squillo per quattro svitati (Steelyard Blues), regia di Alan Myerson (1973)
- Un rantolo nel buio (A Reflection of Fear), regia di William A. Fraker (1973)
- L'inseguito (Slither), regia di Howard Zieff (1973)
- Paper Moon - Luna di carta (Paper Moon), regia di Peter Bogdanovich (1973)
- Huckleberry Finn, regia di J. Lee Thompson (1974)
- Ma chi te l'ha fatto fare? (For Pete's Sake), regia di Peter Yates (1974)
- Una strana coppia di sbirri (Freebie and the Bean), regia di Richard Rush (1974)
- Finalmente arrivò l'amore (At Long Last Love), regia di Peter Bogdanovich (1975)
- Shampoo, regia di Hal Ashby (1975)
- Baby Blue Marine, regia di John D. Hancock (1976)
- Balordi e Co. - Società per losche azioni capitale interamente rubato $1.000.000 (Harry and Walter Go to New York), regia di Mark Rydell (1976)
- Vecchia America (Nickelodeon), regia di Peter Bogdanovich (1976)
- New York, New York, regia di Martin Scorsese (1977)
- F.I.S.T., regia di Norman Jewison (1978)
- Taverna Paradiso (Paradise Alley), regia di Sylvester Stallone (1978)
- Il ritorno di Butch Cassidy & Kid (Butch and Sundance: The Early Days), regia di Richard Lester (1979)
- Uno strano caso di omicidio (The Runner Stumbles), regia di Stanley Kramer (1979)
- Heart Beat, regia di John Byrum (1980)
- I ragazzi del Max's bar (Inside Moves), regia di Richard Donner (1980)
- The Legend of the Lone Ranger, regia di William A. Fraker (1981)
- Frances, regia di Graeme Clifford (1982)
- Giocattolo a ore (The Toy), regia di Richard Donner (1982)
- Crackers, regia di Louis Malle (1984)
- Ghostbusters - Acchiappafantasmi (Ghostbusters), regia di Ivan Reitman (1984)
- Dietro la maschera (Mask), regia di Peter Bogdanovich (1985)
- Pericolosamente insieme (Legal Eagles), regia di Ivan Reitman (1986)
- Grizzly II: The Concert, regia di André Szöts (1987)
- Nikita, spie senza volto (Little Nikita), regia di Richard Benjamin (1988)
- Non per soldi... ma per amore (Say Anything...), regia di Cameron Crowe (1989)
- Prova schiacciante (Shattered), regia di Wolfgang Petersen (1991)
- Il grande volo (Radio Flyer), regia di Richard Donner (1992)
- Ruby Cairo, regia di Graeme Clifford (1993)
- Karate Kid IV (The Next Karate Kid), regia di Christopher Cain (1994)
- Un colpo da campione (The Scout), regia di Michael Ritchie (1994)
- Free Willy 2, regia di Dwight H. Little (1995)
- Copycat - Omicidi in serie (Copycat), regia di Jon Amiel (1995)
- Mi sdoppio in 4 (Multiplicity), regia di Harold Ramis (1996)
- Il matrimonio del mio migliore amico (My Best Friend's Wedding), regia di P. J. Hogan (1997)
- Jack Frost, regia di Troy Miller (1998)
- Ljuset håller mig sällskap, regia di Carl-Gustav Nykvist (2000)
- Return to Me, regia di Bonnie Hunt (2000)
- Miss Detective (Miss Congeniality), regia di Donald Petrie (2000)
- Two Weeks Notice - Due settimane per innamorarsi (Two Weeks Notice), regia di Marc Lawrence (2002)
- Torn from the Flag: A Film by Klaudia Kovacs, regia di Endre Hules e Klaudia Kovacs (2007) - documentario